# Chata Javorový

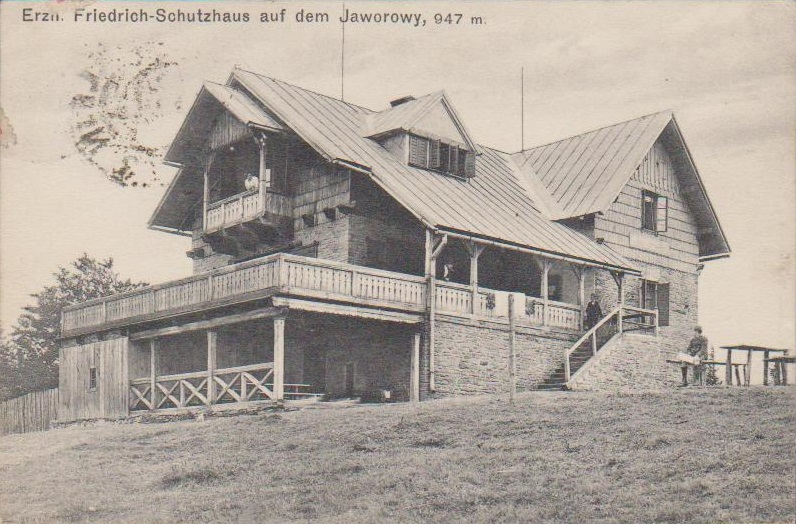
Stan sprzed rozbudowy (1910)

Turistická chata Javorový vrch – górskie schronisko turystyczne położone w Beskidzie Morawsko-Śląskim w Czechach. Budynek znajduje się na wysokości 946 m n.p.m. na stokach Jaworowego, na jego bocznym wierzchołku zwanym Małym Jaworowym, w granicach administracyjnych Trzyńca.

## Historia
Schronisko jest najstarszym tego typu obiektem w tej części Beskidów – powstało w 1895 r. z inicjatywy niemieckiego, funkcjonującego wówczas zaledwie od dwóch lat Beskidenvereinu. Wybudował je kosztem 33 tys. koron Oddział Cieszyński BV. Było pierwszym schroniskiem, wzniesionym przez tę organizację. Zostało uroczyście otwarte 23 maja tegoż roku i nosiło wówczas nazwę Erzherzog-Friedrich-Schutzhaus, Schutzhaus am Jaworowy na cześć Fryderyka Habsburga – ówczesnego księcia cieszyńskiego. Był to kamienno-drewniany budynek z trzema pomieszczeniami restauracyjnymi, 11 pokojami mieszczącymi 30 łóżek oraz rozległą werandą.
Po zajęciu Zaolzia jesienią 1938 roku obiekt przez krótki czas znalazł się w granicach Polski, niemniej nie zmienił właściciela – nadal był zarządzany przez Beskidenverein. W 1939 roku udostępniał 35 łóżek w 10 pokojach.
Po II wojnie światowej schronisko przejął Klub Czeskich Turystów (Klub českých turistů, KČT), a w roku 1947 Klub Czechosłowackich Turystów (Klub československých turistů, KČST). Kazimierz Sosnowski w „Przewodniku po Beskidach Zachodnich” (wyd. 1948) pisał: W oddaleniu ½ godz. od szczytu, na ramieniu góry, na wsch. ku dolinie Olzy wysuniętym (...) stoi tu wielkie piętrowe schronisko K. C. T. odbor Cz. Cieszyn, mające pomieszczenie na 50 osób, restaurację, cały rok otwarte. Obok schroniska alpinarium, krzyż i domek w stylu alpejskim. Frekwencja roczna ponad 4 000 osób.

## Warunki pobytu
Obecnie obiekt oferuje 40 miejsc noclegowych w pokojach 2, 3, 4, 6 i 7 osobowych. W budynku funkcjonuje również restauracja. W sąsiedztwie chaty znajduje się kompleks narciarski oraz – na wschód od budynku, przy szlaku zielonym – górna stacja kolei krzesełkowej z Oldrzychowic (Lanovka Javorový).
Na ścianie schroniska znajduje się tablica pamiątkowa, poświęcona Jiřemu Kolosowi, pilotowi lotniarskiemu, który w 1989 r. zginął w wypadku na Małym Jaworowym.

## Szlaki turystyczne
- Wędrynia (przystanek kolejowy) – Oldrzychowice u vodárny – Chata Javorový – Gutské sedlo (686 m n.p.m.) – Rzeka  – Śmiłowice
- Guty – Chata Javorový – Jaworowy (1032 m n.p.m.) – Šindelná (1001 m n.p.m.) – dojście do   pod Ropicą